# Andrei Stroenco
Andrei Stroenco, ukr. Андрій Васильович Строєнко, ros. Андрей Васильевич Строенко, Andriej Wasiljewicz Strojenko (ur. 1 grudnia 1971 w obwodzie odeskim, Ukraińska SRR) – mołdawski piłkarz, grający na pozycji obrońcy, a wcześniej pomocnika i napastnika, reprezentant Mołdawii.

## Kariera piłkarska

### Kariera klubowa
Wychowanek DJuSSz w Saracie. Pierwszy trener W.Kulikowski. Karierę piłkarską rozpoczął w drużynie rezerw Czornomorca Odessa. W 1989 przeszedł do zespołu Tekstilshik Tiraspol. W 1991 powrócił do Odessy, gdzie został piłkarzem SKA Odessa, który po uzyskaniu niepodległości Ukrainy zmienił nazwę na SK Odessa. W kwietniu 1992 ostatni raz zagrał w składzie odeskiego klubu, a potem przez 6 sezonów bronił barw Tiligulu Tyraspol. W 1998 roku występował w Krywbasie Krzywy Róg, po czym powrócił do Tiligulu Tyraspol. Latem 1999 przeniósł się do Nistru Otaci. W sezonie 2000 bronił barw rosyjskiego Łokomotiwa Czyta, a w 2001 roku kazachskiego FK Atyrau. Potem powrócił do Odessy, gdzie do 2006 grał w amatorskich zespołach Łokomotyw Odessa, Reał Odessa i Tyras-2500 Białogród nad Dniestrem.

### Kariera reprezentacyjna
W 1994 zadebiutował w narodowej reprezentacji Mołdawii. Łącznie rozegrał 4 mecze.

## Sukcesy i odznaczenia

### Sukcesy klubowe
- wicemistrz Mołdawii: 1993, 1994, 1995, 1996, 1998
- brązowy medalista Mistrzostw Mołdawii: 1997
- brązowy medalista Mistrzostw Ukrainy: 1999
- wicemistrz Kazachstanu: 2011
- zdobywca Pucharu Mołdawii: 1993, 1994, 1995